# Ricardo de São Vitor

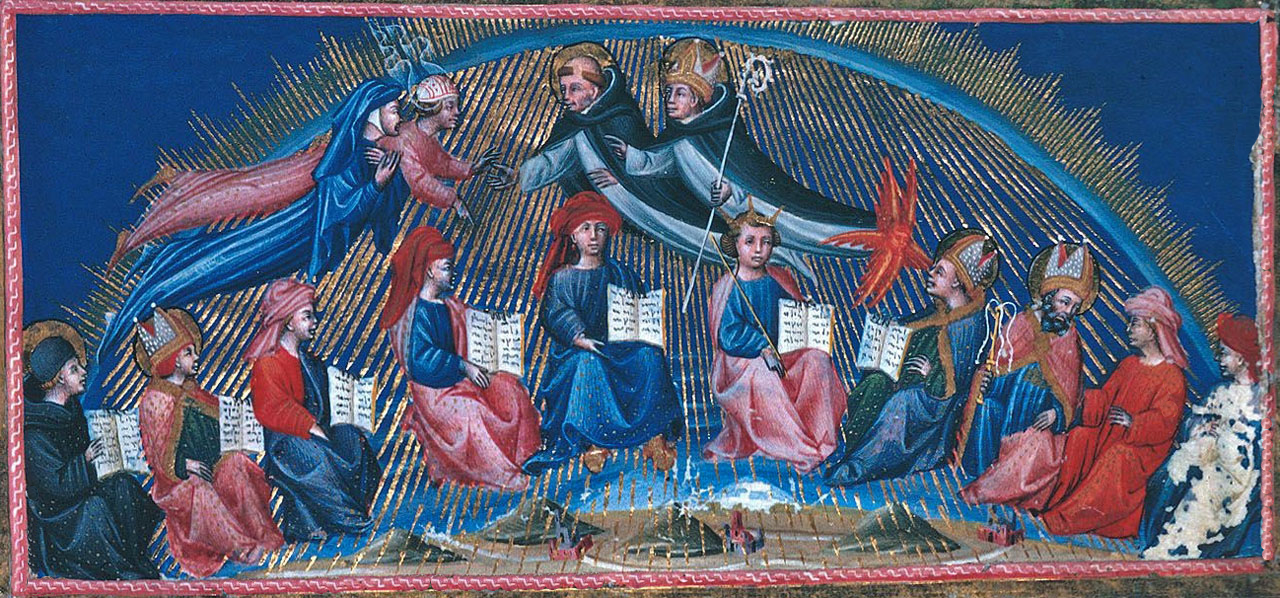
Nesta iluminura de Giovanni di Paolo, Dante e sua amada Beatriz (no alto, à esquerda) encontram-se no Paraíso com alguns dos mais importantes religiosos da história. Ricardo de São Vítor é o penúltimo direita para a esquerda no arco de baixo.
No alto, com Dante e Beatriz, estão Tomás de Aquino e Alberto Magno. No arco, da esquerda para a direita, Graciano de Chiusi, Pedro Lombardo, Dionísio Areopagita, Salomão, Boécio, Paulo Orósio, Isidoro de Sevilha (fitando o serafim), Beda, Ricardo e Siger de Brabante.

Ricardo de São Vitor, C.R.S.A. (m. 10 de março de 1173) é reconhecido atualmente como um dos mais influentes pensadores de sua época. Ele foi um importante teólogo místico e prior da famosa Abadia de São Vitor, agostiniana, em Paris entre 1162 até sua morte.

## Vida
Muito pouco se sabe sobre as origens e a educação de Ricardo de São Vitor. João de Tolosa escreveu uma breve "Vita" de Ricardo no século XIII e nela afirma-se que Ricardo teria vindo da Escócia. João acrescenta ainda que Ricardo foi recebido na Abadia de São Vitor pelo abade Gilduíno (Gilduin; 1114-1155) e estudou com Hugo de São Vitor, o mais influente de todos os professores vitorinos (o que implica que Ricardo entrou para a comunidade antes da morte de Hugo em 1141). Este relato dos primeiros anos de Ricardo não é, contudo, aceito como verdadeiro por todos os estudiosos modernos e alguns sugerem que Ricardo só entrou para a abadia depois da morte de Hugo.
Todos concordam, porém, que Ricardo já era um magistrado na década de 1150 e foi promovido a subprior em 1159 (como atesta um documento da própria abadia). Ricardo serviu sob Ernísio, o subcessor eleito de Acardo (Achard), que era considerado imerecedor da posição. A vida de Ricardo a partir daí foi atribulada pela frustração de trabalhar sob o comando de um homem pouco afeito às responsabilidades que tinha. Ernísio desperdiçou os recursos da abadia em construções muito ambiciosas e perseguiu todos os que tentavam resistir aos seus desejos. Ricardo conseguiu manter-se no cargo, mas sua influência era restrita. As coisas pioraram de tal forma que um apelo foi feito ao papa, que visitou São Vitor em 1162. Por meio de uma intricada rede de transações, Ernísio foi removido do cargo e o papa elogiou Ricardo por sua dedicação ao assunto. Cartas da Inglaterra endereçadas a Ricardo mostram que ele estava em constante contato com os assuntos ingleses e evidenciam o caráter internacional da vida intelectual da época.
Finalmente, Ricardo tornou-se prior em 1162 e manteve-se no cargo até sua morte em 10 de março de 1173.

## Obras

Opera, 1650

Ricardo foi um autor muito prolífico (a Patrologia Latina, de Migne, contém 34 obras atribuídas a Ricardo e não é o corpus completo). Alguns tratados espirituais que não estão na Patrologia foram editados por Jean Chatillon e William-Joseph Tulloch em 1949. Há alguns problemas, porém, para se estabelecer uma cronologia das obras de Ricardo. As mais antigas são anteriores a 1153 e as mais recentes, da década de 1170.
As obras mais antigas tem estilo similar ao que se ensinava e escrevia no período. Durante sua carreira, seu texto evolui de exegese, teologia e filosofia básicas para o estudo de questões puramente espirituais. No começo de sua carreira, Ricardo também dependia mais de interpretações de autores anteriores como Agostinho, Beda, Gregório Magno e Hugo de São Vitor. Posteriormente, foi ganhando independência e afastou-se da influência de Hugo.
As principais obras de Hugo são:
- "O Livro dos Doze Patriarcas" (chamado de "Benjamin Menor")[12] - uma das grandes obras de Ricardo, trata da contemplação ou, como afirma o próprio Ricardo, um texto que prepara a mente para a contemplação.[13] Não se sabe exatamente quando foi escrita, mas é possível que seja antes de 1162.

- "A Arca Mística" (chamado também de "Benjamin Maior" ou "A Graça da Contemplação") - completa o estudo de Ricardo sobre a mente em relação a oração

. Nos capítulos finais, escritos depois de "Benjamin Menor", Ricardo praticamente abandona o tópico e passa a discutir teologia mística.
- "De Trinitate"' ("Sobre a Trindade")[15] - sobre a doutrina da Trindade, foi escrita quando já era prior,[16] pois incorpora trechos que editores modernos encontram em obras mais antigas[17] "De Trinitate" é a obra mais independente e original de Ricardo em teologia dogmática e deriva de seu desejo de mostrar que as verdades dogmáticas da revelação cristã não são, em última instância, contrárias à razão. Sua abordagem teológica é, por sua vez, derivada de uma vida profundamente mística de oração, na qual o espírito procura envolver a mente, na mesma tradição de Agostinho e Anselmo de Cantuária.

- "Os Quatro Graus da Caridade Violenta"[18] - um tratado escrito em 1170[19] que discorre sobre como o "amor violento" leva a união com Deus e um serviço ao próximo mais perfeito.[20]

### Outras obras
Ricardo escreveu um enorme manual de educação bíblica chamado "Liber Exceptionum" ("Livro de Seleções" ou "Livro de Notas"), importantes comentários sobre as Escrituras e muitos tratados.
Os demais tratados de Ricardo são obras curtas que lidam principalmente com dificuldades textuais e temas teológicos. Muitos dos textos podem ser agrupados às obras maiores. Alguns são ainda correspondências entre Ricardo e seus alunos enquanto outros parecem ter sido escrito por encomendas de amigos.
O "Comentário sobre Ezequiel" é de particular interesse no campo da história da arte por que as explicações que ele apresenta estão acompanhadas de ilustrações. Diversas cópias chegaram aos nossos dias, nenhuma datada, mas todas escritas num estilo que se pode atribuir à segunda metade do século XII.